# 檜扇

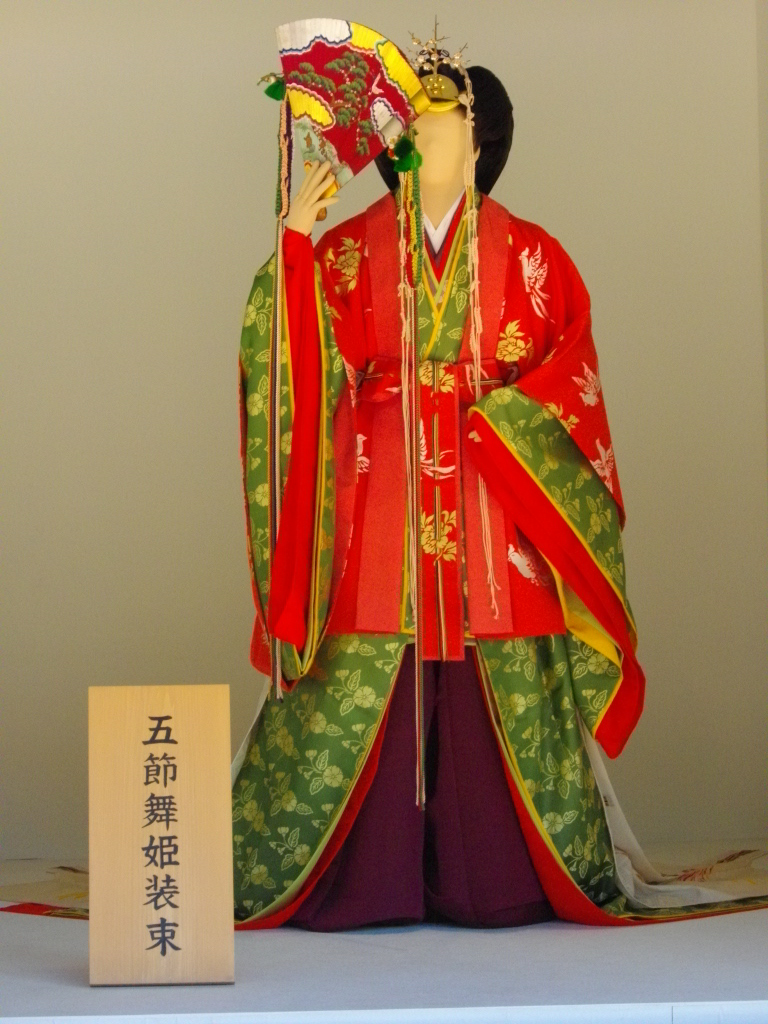
五節舞姫装束，其右手所執即檜扇

檜扇（／ hiougi）是日本宮廷中所用的一種用檜和和紙製作的扇子，女性用的檜扇又專稱袙扇（／ aomeougi）。古墳時代由中國傳入的「翳」可能是其原型。而其正式出現則可能是在奈良時代和平安時代之交，現存最古老的檜扇出土于平城京遺址，而東寺的千手観音像所持的元慶元年（877年）所製的檜扇則是傳世檜扇中最古老的。在古代，檜扇被認爲有驅邪的功效，所以一些祭祀如祇園祭中至今仍然有使用它。

## 扩展阅读
- 八條忠基『素晴らしい装束の世界 いまに生きる千年のファッション』誠文堂新光社
- 近藤好和『装束の日本史 平安貴族は何を着ていたのか』平凡社新書
- 石村貞吉『有職故実』講談社学術文庫